# Раменка (Тамбовская область)
Раменка — упразднённый в 2017 году посёлок в Сосновском районе Тамбовской области России. Входил в состав Отъясского сельсовета.

## География
Раменка расположена в пределах Окско-Донской равнины, в восточной части района, у реки Цна, примерно в 400 метрах от посёлка Ясная Поляна Моршанского района.
Климат
Раменка находится, как и весь район, в умеренном климатическом поясе, и входит в состав континентальной климатической области Восточно-Европейской равнины. В среднем в год выпадает от 350 до 450 мм осадков. Весной, летом и осенью преобладают западные и южные ветра, зимой — северные и северо-восточные. Средняя скорость ветра 4-5 м/с.

## История
Согласно Закону Тамбовской области от 17 сентября 2004 года № 232-З посёлок включен в состав образованного муниципального образования Отъясский сельсовет.
Упразднена Постановлением Тамбовской областной Думы от 27.10.2017 № 429, как фактически прекратившая своё существование.

## Население
| 2010 |
| ---- |
| 0    |

## Инфраструктура
Было развито личное подсобное хозяйство.

## Транспорт
Просёлочная дорога.